# Championnats d'Asie d'athlétisme en salle 2006
Les 2e Championnats d'Asie d'athlétisme en salle se sont déroulés à Pattaya, en Thaïlande en 2006. 

## Résultats

### Hommes
| Event | Or                                                                     | Or               | Argent                    | Argent        | Bronze                    | Bronze        |
| --- | ---------------------------------------------------------------------- | ---------------- | ------------------------- | ------------- | ------------------------- | ------------- |
| 60 m | Gong Wei CHN                                                           | 6 s 64 CR        | Wachara Sondee THA        | 6 s 65        | Vyacheslav Muravyev KAZ   | 6 s 67        |
| 400 m | Mohammed Al-Rawahi Oman                                                | 47 s 90 CR       | Jukkatip Pojaroen THA     | 48 s 62       | Yevgeniy Meleshenko KAZ   | 48 s 65       |
| 800 m | Salem Amer Al-Badri QAT                                                | 1 min 50 s 93    | Adam Ali QAT              | 1 min 51 s 29 | Ghamanda Ram IND          | 1 min 51 s 45 |
| 1500 m | Daham Najim Bashir QAT                                                 | 3 min 44 s 04 CR | Saleh Marzouk BHR         | 3 min 46 s 29 | Pritam Bind IND           | 3 min 47 s 23 |
| 3000 m | Saif Saaeed Shaheen QAT                                                | 7 min 39 s 77 AR | Tareq Mubarak Taher BHR   | 7 min 49 s 84 | Aadam Ismaeel Khamis BHR  | 7 min 50 s 10 |
| 60 m haies | Liu Lilu CHN                                                           | 7 s 79           | Chen Ming CHN             | 7 s 84        | Mohd Faiz Mohamed MAS     | 7 s 91        |
| 4 × 400 m | THA Jukkatip Pojaroen Banjong Lachua Tulapong Sutaso Supachai Phachsay | 3 min 15 s 53 CR | Pas de médaille attribuée |               | Pas de médaille attribuée |               |
| Saut en hauteur | Naoyuki Daigo JPN                                                      | 2,17 m           | Salem Nasser BHR          | 2,13 m        | Huang Haiqiang CHN        | 2,13 m        |
| Saut à la perche | Daichi Sawano JPN                                                      | 5,60 m CR        | Yang Yansheng CHN         | 5,40 m        | Aleksandr Akhmedov KAZ    | 5,30 m        |
| Saut en longueur | Zhang Xin (athlétisme) CHN                                             | 7,76 m           | Daisuke Arakawa JPN       | 7,75 m        | Saleh Al-Haddad KUW       | 7,52 m        |
| Triple saut | Roman Valiyev KAZ                                                      | 16,24 m          | Mohammad Hazouri SYR      | 16,20 m       | Yevgeniy Ektov KAZ        | 15,93 m       |
| Lancer du poids | Sarayudh Pinitjit THA                                                  | 17,49 m          | Mashari Mohammad KUW      | 17,29 m       | Sergey Rubtsov KAZ        | 16,89 m       |
| Heptathlon | Pavel Dubitskiy KAZ                                                    | 5619 pts CR      | Hsiao Szu-pin TPE         | 5563 pts NR   | Pavel Andreev UZB         | 5421 pts      |
| Records et Performances - AR : Record continental (area record) - CR : Record des championnats (championship record) - MR : Record du meeting (meet record) - NR : Record national (national record) - OR : Record olympique (olympic record) - PR : Record paralympique (paralympic record) - PB : Record personnel (personal best) - SB : Meilleure performance personnelle de la saison (season's best) - WL : Meilleure performance mondiale de l'année (world leader) - WJR : Record du monde junior (world junior record) - WR : Record du monde (world record) Circonstances et Conditions - DNF : N'a pas terminé (did not finish) - DNS : N'a pas pris le départ (did not start) - DQ : Disqualification (disqualification) - NM : Aucun essai valable enregistré (No Mark) - Q : Qualifié « directement » au prochain tour (ou à la prochaine compétition), lors d'une compétition majeure, grâce au classement ou à la réalisation des minima (automatic qualifier) - q : Qualifié au prochain tour (ou à la prochaine compétition), lors d'une compétition majeure, grâce au repêchage ou à la réalisation de l'une des meilleures performances parmi celles des « non qualifiés directement » (grâce au meilleur temps ou à la meilleure distance par exemple) (secondary qualifier) |                                                                        |                  |                           |               |                           |               |

### Femmes
| Event | Or                                                                                  | Or               | Argent                                                                                 | Argent        | Bronze                                                            | Bronze        |
| --- | ----------------------------------------------------------------------------------- | ---------------- | -------------------------------------------------------------------------------------- | ------------- | ----------------------------------------------------------------- | ------------- |
| 60 m | Nongnuch Sanrat THA                                                                 | 7 s 48           | Sangwan Jaksunin THA                                                                   | 7 s 54        | Orranut Klomdee THA                                               | 7 s 59        |
| 400 m | Anna Gavriushenko KAZ                                                               | 54 s 89          | Saowalee Kaewchuay THA                                                                 | 55 s 15       | Marina Ivanova KAZ                                                | 57 s 26       |
| 800 m | Zamira Amirova UZB                                                                  | 2 min 07 s 01 CR | Sinimol Paulose IND                                                                    | 2 min 07 s 39 | Viktoriya Yalovtseva KAZ                                          | 2 min 08 s 92 |
| 1500 m | Sinimol Paulose IND                                                                 | 4 min 18 s 29 CR | O. P. Jaisha IND                                                                       | 4 min 18 s 50 | Svetlana Lukasheva KAZ                                            | 4 min 19 s 50 |
| 3000 m | Zhu Xiaolin CHN                                                                     | 9 min 25 s 60 CR | Sun Weiwei CHN                                                                         | 9 min 25 s 69 | O. P. Jaisha IND                                                  | 9 min 26 s 72 |
| 60 m haies | Zhang Rong CHN                                                                      | 8 s 40           | Natalya Ivoninskaya KAZ                                                                | 8 s 49        | Dedeh Erawati INA                                                 | 8 s 54        |
| 4 × 400 m | Kazakhstan Svetlana Lukasheva Marina Ivanova Viktoriya Yalovtseva Anna Gavriushenko | 3 min 41 s 39 CR | Thaïlande Yuangjan Panthakarn Saowalee Kaewchuy Sunantha Kinnareewong Wassanee Winatho | 3 min 42 s 28 | Inde Korada Mrudula Sinimol Paulose Rupinder Kaur C. Bhunaneswari | 3 min 53 s 24 |
| Saut en hauteur | Marina Aitova KAZ                                                                   | 1,93 m CR        | Tatyana Efimenko KGZ                                                                   | 1,91 m        | Svetlana Radzivil UZB                                             | 1,91 m        |
| Saut à la perche | Ikuko Nishikori JPN                                                                 | 4,20 m =CR       | Mami Nakano JPN                                                                        | 4,10 m        | Sun Lei CHN                                                       | 4,00 m        |
| Saut en longueur | Maho Hanaoka JPN                                                                    | 6,40 m CR        | Anju Bobby George IND                                                                  | 6,32 m        | Olesya Belyayeva KAZ                                              | 6,29 m        |
| Triple saut | Yelena Parfenova KAZ                                                                | 13,91 m CR       | Olesya Belyayeva KAZ                                                                   | 13,33 m       | Thitima Muangjan THA                                              | 12,64 m       |
| Lancer du poids | Qian Chunhua CHN                                                                    | 17,12 m          | Juttaporn Krasaeyan THA                                                                | 15,34 m       | Hamida Al-Habsi Oman                                              | 9,87 m        |
| Pentathlon | Olga Rypakova KAZ                                                                   | 4582 pts AR      | Liu Haili CHN                                                                          | 4220 pts      | Wassana Winatho THA                                               | 4168 pts      |
| Records et Performances - AR : Record continental (area record) - CR : Record des championnats (championship record) - MR : Record du meeting (meet record) - NR : Record national (national record) - OR : Record olympique (olympic record) - PR : Record paralympique (paralympic record) - PB : Record personnel (personal best) - SB : Meilleure performance personnelle de la saison (season's best) - WL : Meilleure performance mondiale de l'année (world leader) - WJR : Record du monde junior (world junior record) - WR : Record du monde (world record) Circonstances et Conditions - DNF : N'a pas terminé (did not finish) - DNS : N'a pas pris le départ (did not start) - DQ : Disqualification (disqualification) - NM : Aucun essai valable enregistré (No Mark) - Q : Qualifié « directement » au prochain tour (ou à la prochaine compétition), lors d'une compétition majeure, grâce au classement ou à la réalisation des minima (automatic qualifier) - q : Qualifié au prochain tour (ou à la prochaine compétition), lors d'une compétition majeure, grâce au repêchage ou à la réalisation de l'une des meilleures performances parmi celles des « non qualifiés directement » (grâce au meilleur temps ou à la meilleure distance par exemple) (secondary qualifier) |                                                                                     |                  |                                                                                        |               |                                                                   |               |

## Tableau des médailles
| Rang  | Nation | Or | Argent | Bronze | Total |
| ----- | ------ | -- | ------ | ------ | ----- |
| 1     | KAZ    | 7  | 2      | 9      | 18    |
| 2     | CHN    | 6  | 4      | 2      | 12    |
| 3     | JPN    | 4  | 2      | 0      | 6     |
| 4     | THA    | 3  | 6      | 3      | 12    |
| 5     | QAT    | 3  | 1      | 0      | 4     |
| 6     | IND    | 1  | 3      | 4      | 8     |
| 7     | UZB    | 1  | 0      | 2      | 3     |
| 8     | Oman   | 1  | 0      | 1      | 2     |
| 9     | BHR    | 0  | 3      | 1      | 4     |
| 10    | KUW    | 0  | 1      | 1      | 2     |
| 11    | TPE    | 0  | 1      | 0      | 1     |
| 11    | KGZ    | 0  | 1      | 0      | 1     |
| 11    | SYR    | 0  | 1      | 0      | 1     |
| 14    | INA    | 0  | 0      | 1      | 1     |
| 14    | MAS    | 0  | 0      | 1      | 1     |
| Total | Total  | 26 | 25     | 25     | 76    |